# Andrey Kashechkin
Andrey Grigoryevich Kashechkin (em cazaque:  Андрей Григорьевич Кашечкин, nascido em 21 de março de 1980) é um ciclista olímpico cazaque. Representou sua nação em dois eventos nos Jogos Olímpicos de Verão de 2004.